# Stazione di Gleno
La stazione di Gleno (in tedesco Glen) era una fermata ferroviaria posta lungo la linea Ora-Predazzo. Serviva il centro abitato di Gleno, frazione del comune di Montagna.

## Storia
Fu chiusa il 10 gennaio 1963.

## Strutture e impianti
La fermata era composta da una pensilina in muratura e dal binario di circolazione. A novembre 2015 non ne rimane traccia, la pensilina in pietra è stata completamente demolita e al suo posto c'è una panchina mentre il binario è stato smantellato. La fermata era situata nei pressi del viadotto di Gleno.